# Spirembolus
Spirembolus là một chi nhện trong họ Linyphiidae.